# Człowiek zbuntowany
Człowiek zbuntowany (fr. L’Homme Revolté) – liczący ponad 300 stron esej, opublikowany przez Alberta Camusa w 1951 roku, którego tematem jest historycznie nakreślony rozwój buntu i rewolucji w społeczeństwach Europy. Esej Camusa bierze na warsztat pisarzy i artystów tak różnych jak Epikur i Lukrecjusz, Markiz de Sade, Georg Wilhelm Friedrich Hegel, Fiodor Dostojewski, Friedrich Nietzsche, Max Stirner, André Breton i inni. Jest to w sposób zintegrowany nakreślony portret historycznego człowieka w procesie buntu. Badając zarówno idee rebelii i buntu, które mogą być postrzegane jako elementy tego samego zjawiska w ramach osobistych i społecznych, Camus analizuje kilka postaci „kontrkultury” i ruchy kontrkulturowe w  zachodniej myśli i sztuce, zwracając uwagę na znaczenie  w ogólnym rozwoju myśli rewolucyjnej i filozofii buntu.
Praca wciąż cieszy się ciągłym zainteresowaniem, wpływając na współczesnych filozofów i pisarzy, takich jak Paul Berman i inni.
Pierwsze tłumaczenie na język polski ukazało się nakładem Instytutu Literackiego w Paryżu w 1958 roku, zaś w komunistycznej Polsce w formie okrojonej bez rozdziałów dotyczących krytyki systemu marksistowskiego w zbiorze "Eseje" w 1973 roku.